# Alexander Lubotzky

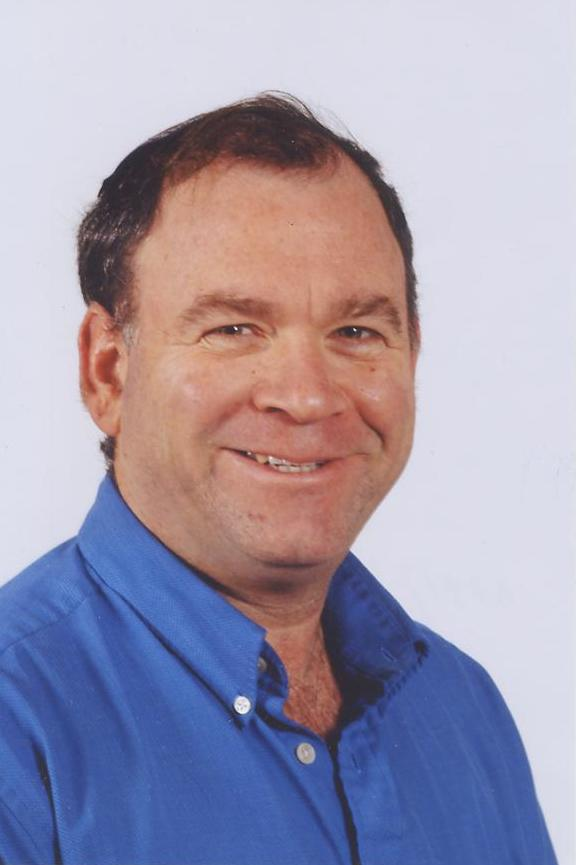
Alexander Lubotzky

Alexander Lubotzky (hebräisch אלכסנדר לובוצקי; * 28. Juni 1956 in Ramat Gan) ist ein israelischer Mathematiker, der sich mit Gruppentheorie und Kombinatorik befasst.

## Leben
Lubotzky studierte an der Bar-Ilan-Universität in Ramat Gan, wo er 1975 seinen Bachelor-Abschluss machte (summa cum laude) und 1979 bei Harry Fürstenberg promovierte (Pro-finite groups and the congruence subgroup problem). Danach war er Instructor und ab 1979 Lecturer an der Bar-Ilan Universität. Gleichzeitig war er 1977 bis 1982 in der israelischen Armee in der Forschungs- und Entwicklungsabteilung. Ab 1982 war er Senior Lecturer an der Hebräischen Universität Jerusalem, seit 1985 als Associate Professor und seit 1989 als Professor (Maurice und Clara Weil Professur). 1994 bis 1996 leitete er die Mathematische Fakultät der Hebräischen Universität. Er war als Gastwissenschaftler 1979 an der Yale University, 1983 und 2005/2006 am Institute for Advanced Study, als Gastprofessor an der Stanford University, der University of Chicago, in Yale und an der Columbia University.
Lubotzky befasst sich mit verschiedensten Aspekten der Gruppentheorie und der Darstellungstheorie von Gruppen, auch mit Anwendungen in Geometrie, Informatik, Zahlentheorie und Graphentheorie. 1988 führte er mit Peter Sarnak und Ralph Phillips Ramanujan-Graphen ein.
1991 erhielt er den Erdős-Preis, 2002 den Rothschild-Preis und 2018 den Israel-Preis. Er ist Ehrendoktor der Universität Chicago und Mitglied der American Academy of Arts and Sciences. 1990 bis 1995 war er Herausgeber des Israel Journal of Mathematics. 1994 war er Invited Speaker auf dem Internationalen Mathematikerkongress (ICM) in Zürich (Subgroup Growth). 2018 ist er Plenarsprecher auf dem ICM in Rio (High Dimensional Expanders).
1996 war er Mitgründer der Partei HaDerech HaSchlischit, für die er 1996 bis 1999 als Abgeordneter in der Knesset saß. Dort setzte er sich unter anderem für Kompromisse in (innerjüdischen) religiösen Fragen ein. Bei der Wahl 1999 trat er für die Mifleget ha-Merkas an, sein Listenplatz reichte aber nicht für eine Wahl in die Knesset.

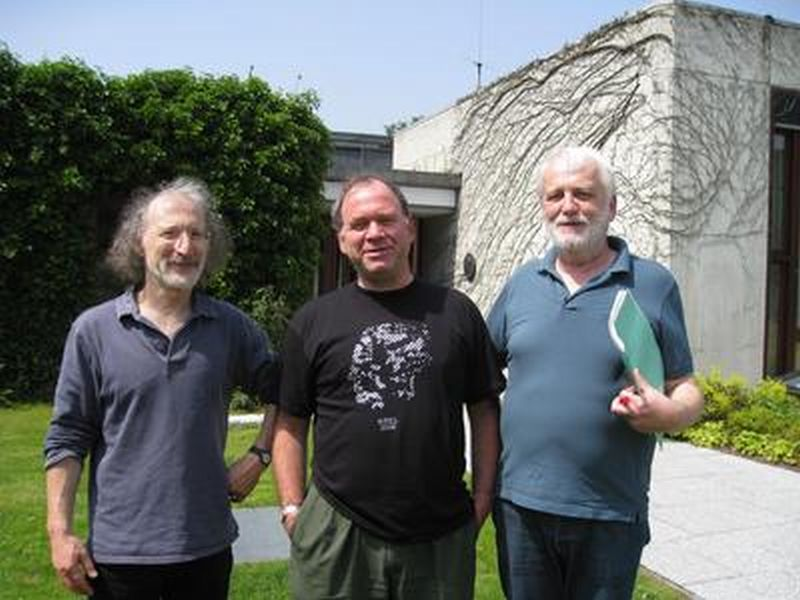
Alex Lubotzky (Mitte) mit Dan Segal (links) und Fritz Grunewald, Oberwolfach 2008

Er ist seit 1980 verheiratet und hat sechs Kinder. Er lebt in Efrat, das er mit gründete. Der Arzt Asael Lubotzky ist sein Sohn.

## Schriften
- Group presentation, {\displaystyle p}-adic analytic groups and lattices in {\displaystyle SL_{2}(\mathbb {C} )}. In: Annals of Mathematics. Serie 2, Band 118, Nummer 1, 1983, S. 115–130, JSTOR:2006956.
- Mit Joan S. Birman, John McCarthy: Abelian and solvable subgroups of the mapping class groups. In: Duke Mathematical Journal. Band 50, Nummer 4, 1983, S. 1107–1120, doi:10.1215/S0012-7094-83-05046-9.
- Mit Andy R. Magid: Varieties of Representations of Finitely Generated Groups (= Memoirs of the American Mathematical Society. 336). American Mathematical Society, Providence RI 1985, ISBN 0-8218-2337-X.
- Discrete Groups, Expanding Graphs and Invariant Measures (= Progress in Mathematics. 125). Birkhäuser, Basel  u. a. 1994, ISBN 3-7643-5075-X (gewann den Ferran-Sunyer-i-Balaguer-Preis).
- Subgroup growth and congruence subgroups. In: Inventiones Mathematicae. Band 119, Nummer 2, 1995, S. 267–295, doi:10.1007/BF01245183.
- Eigenvalues of the Laplacian, the First Betti Number and the Congruence Subgroup Problem. In: Annals of Mathematics. Serie 2, Band 144, Nummer 2, 1996, S. 441–452, JSTOR:2118597.
- Mit Hyman Bass: Tree lattices (= Progress in Mathematics. 176). With appendices by Hyman Bass and Jacques Tits. Birkhäuser, Boston MA u. a. 2001, ISBN 3-7643-4120-3.
- Mit Benson Farb, Yair Minsky: Rank-1 phenomena for mapping class groups. In: Duke Mathematical Journal. Band 106, Nummer 3, 2001, S. 581–597, doi:10.1215/S0012-7094-01-10636-4.
- Mit Shahar Mozes, Madabusi S. Raghunathan: The word and Riemannian metrics on lattices of semisimple groups. In: Publications Mathématiques de l’Institut des Hautes Scientifiques. Band 91, 2000, S. 5–53, doi:10.1007/BF02698740.
- Mit Igor Pak: The product replacement algorithm and Kazhdan’s property (T). In: Journal of the American Mathematical Society. Band 14, Nummer 2, 2001, S. 347–363, JSTOR:2646175.
- Mit Dan Segal: Subgroup Growth (= Progress in Mathematics. 212). Birkhäuser, Basel  u. a. 2003, ISBN 3-7643-6989-2 (gewann ebenfalls den Ferran-Sunyer-i-Balaguer-Preis).
- Mit Martin Kassabov, Nikolay Nikolov: Finite simple groups as expanders. In: Proceedings of the National Academy of Sciences of the United States of America. Band 103, Nummer 2, 2006, S. 6116–6119, doi:10.1073/pnas.0510337103.
- Mit Michael Larsen: Representation growth of linear groups. In: Journal of the European Mathematical Society. Band 10, Nummer 2, 2008, S. 351–390, doi:10.4171/JEMS/113.
- Mit Mikhail Belolipetsky, Tsachik Gelander, Aner Shalev: Counting arithmetic lattices and surfaces. In: Annals of Mathematics. Serie 2, Band 172, Nummer 3, 2010, S. 2197–2221, JSTOR:29764667.